# Filomaté

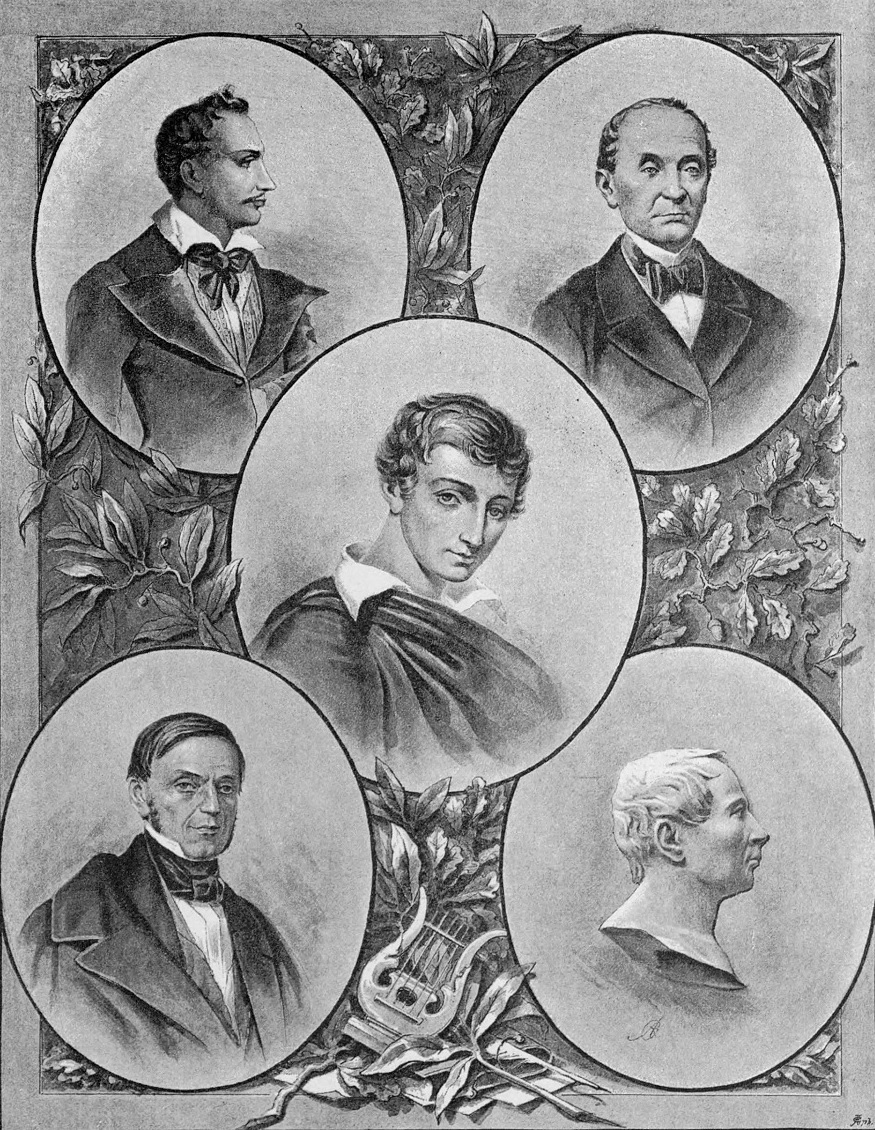
Tablo Filomatů: Tomasz Zan, Ignacy Domejko, Adam Mickiewicz, Antoni Edward Odyniec, Jan Czeczot

Filomaté (z řec. filein a mathésis, milovníci učení), plným názvem Towarzystwo Filomatów byl tajný studentský spolek na univerzitě ve Vilniusu, založený roku 1817. K jeho zakladatelům patřil Adam Mickiewicz. Členem byl i Ignacy Domeyko. Filomaté chtěli změnit společnost osvětou a sebevzděláváním. Později se jejich program vyvíjel směrem k vlasteneckým cílům. V roce 1820 spolek po krátkou dobu působil i legálně. V roce 1823 však byl odhalen ruskou carskou policií (Vilnius tehdy byl součástí Ruské říše). Proces s členy spolku proběhl v roce 1824, dvacet z nich bylo odsouzeno a posláno do vyhnanství. Filomaté zakládali i další spřízněné tajné spolky, jako například v roce 1819 Svaz přátel či roku 1820 Zgromadzenie Filaretów (tzv. filareti).